# Слобода
Слобода (грч. ἐλευθερία) се односи, у најопштијем смислу, на тврдњу „бити слободан“ (неспутан, незаробљен) и означава стање у којем субјект може да делује без присиле и забране. Положај човека потпуно супротан слободи јесте ропство. У модерној политици, слобода се састоји од социјалних, политичких и економских слобода на које имају право сви чланови заједнице. У филозофији, слобода укључује слободну вољу као супротност детерминизму. У теологији се мисли на слободу од ефеката „греха, духовне службе, [или] земаљских веза”.
У филозофији постоји више повезаних одређења појма слободе. Слобода као слобода избора подразумева способност човека да бира између различитих могућности и да доноси одлуке. Слобода као аутономија делања значи могућност делања по сопственој вољи које претпоставља одсутност сваке принуде споља. Слобода као слобода воље подразумева све оно што не шкоди другоме. Овај појам слободе подразумева самоограничење, јер би безгранична слобода била самовоља, односно негација слободе другог.
У онтолошком смислу слобода чини бит човека, његову човечност која га разликује од осталих бића детерминисаних нужношћу. Пошто слобода чини бит човека као личности, неки је називају и личном слободом. Глас ове темељне људске слободе се зове савест. Премда се човек не може одрећи ове слободе, он се наспрам ње може оглушити. Уколико пак свесно преузима своју слободу, а тиме и одговорност, онда се она назива позитивном слободом, која се испољава као „слобода за”. 
Реч слобода се често користи у слоганима, као што је „живот, слобода и тежња за срећом” или „Слобода, једнакост, братство”.

## Слобода у филозофији
Стари Грци су слободу схватали првенствено као политичко право грађана у полису, јер је грађанин (политес) био слободан човек, за разлику од роба. Етимологија старогрчког појма eleutheros означава стање у коме људи живе заједно и припадају једном народу. Отуда и реч слобода (eleutheria) упућује на људску међусобност, припадност некој заједници. Платон сматра да идеална држава осигурава највећу слободу за све грађане као остварење праведности, где свако ради оно у чему је најбољи. Аристотел пак одређује слободу човека на онтолошкој, етичкој и политичкој равни. У онтолошком смислу слободним називамо човека који живи ради себе а не ради другога (Мет. 982 б 26), дакле оног који је одређен самосврхом. На том темељу уздиже се и слобода у етичком смислу као намера или избор „ствари које су у нашој моћи и које су оствариве“ (Ник. Етика 1112 а). У политичком смислу слобода је остварење поретка заједнице где свако постиже највећу афирмацију: „Слободи као прво припада да се наизменично влада и бива владан“ (Пол. 1317 б 1). Само честит човек може постати и честит грађанин не узурпирајући и не злоупотребљавајући власт, јер је као једнак према другима када је сам на власти и када је под влашћу других. Стоичка филозофија је поимала слободу као сазнату нужност. Ово схватање слободе има своје следбенике у представницима детерминизма.
Средњовековна филозофија премешта тежиште проблематике из политике у унутрашњост субјекта, па се слобода пре свега испољава као слобода воље. Хришћанска филозофија божије свезнање супротставља слободној вољи јединке, из чега изводи предодређеност људске делатности. 
У нововековној филозофији проблем слободе добија на важности у борби грађанства против феудалног апсолутизма и долази до изражаја у теоријама природног права, друштвеног уговора и либерализма. Према Баруху Спинози, супротност слободи није нужност него принуда. Француски филозофи просветитељства су сматрали да је стање слободе прирођено човеку због чињенице да поседује душу и свест. Русо сматра слободу основним својством човека без којег нема ни права, ни дужности, ни моралности.
| „                        | Одрећи се своје слободе, то значи одрећи се сваког својства човека, човечанских права, чак и своје дужности... Одузети сваку слободу својој вољи значи одузети сваку моралност својим делима. | ” |
| — Русо, Друштвени уговор | |   |

Кант сматра човека као чулно биће неслободним. За њега је слобода у негативном смислу независност од узрока чулног света, а слобода у позитивном смислу је аутономија ума, морални закон као услов слободне воље. Према Канту, постоје две могућности људског деловања: 1) аутономно, када се наша воља одређује законима који су у нама самима, који почивају у нашем уму; 2) хетерономно, када је наша воља одређена нечим што стоји изван нас, неким нама туђим законом.
Фихте сматра да на почетку филозофије мора стајати мислећи субјект, ја које „се само поставља“. У том самопостављању изражено је „чинодејство“. Ја је снага која је изнутра независна од свих утицаја споља. У тој унутрашњој независности почива слобода, чији је бесконачни циљ усавршавање човека. Да би се очувала развојна динамика, Фихте је увео појам »не-ја« као тачку отпора и супротстављања.
Хегел дијалектички поима однос слободе и нужности тако да слобода, која у себи не би имала нужности, или пука нужност без слободе, представљају апстрактне, па, према томе, неистините одредбе. Хегел историју види као „напредовање свести о слободи“. Он сматра да у историји не делује појединац него светски дух (Weltgeist) преко појединца као свог оруђа. Ради испуњења историјске нужности, светски дух делује кроз појединце, често и против њихових намера, што Хегел назива „лукавством ума“. Појединци, народи и историјске епохе само су пролазни периоди светскоисторијског развитка. Код источњака је само један био слободан (деспот). Код Грка и Римљана је неколицина слободна, али је идеја слободе још била везана за ропство и тиме ограничена само на неке, слободњаке. Свој врхунац идеја слободе остварује у грађанској држави Хегеловог времена, стога он закључује: »ми знамо да су по себи сви људи слободни, тј. да је човек као човек слободан."
Карл Маркс, насупрот Хегелу, грађанску државу види само као оруђе класног угњетавања, а пролетаријат као световни „принцип негативности“ који своје ропство може укинути само светском револуцијом, и укидањем свих класа изборити слободу себи и уједно целом човечанству. 
| „                | Царство слободе почиње тек тамо где престаје рад који је одређен невољом и спољашњом целисходношћу; по природи ствари, оно лежи изван области материјалне производње ... Слобода се у овој области може састојати само у томе да удружени људи, произвођачи, рационално уреде овај свој промет материје с природом, да га ставе под своју заједничку контролу, уместо да он њима господари као нека слепа сила; да га врше најмањим утрошком снаге и под условима који су најдостојнији и најадекватнији њиховој људској природи. Али то увек остаје царство нужности. Тек изван њега почиње развој људске снаге, који је сам себи сврха, право царство слободе, али које може процветати само на царству нужности као својој основи. | ” |
| — Маркс, Капитал | |   |

Док је Маркс веровао да се социјализам може изградити преузимајући државу, Бакуњин тражио њено уништење и стварање новог друштва заснованог на слободном удруживању слободних радника. Према анархистичкој теорији, слобода може постојати само тамо где нема никакве власти нити присиле.
Егзистенцијалистички филозоф Жан Пол Сартр сматра да је човек изворно слободан јер нема нечега пре појединца што би се могло прогласити људском суштином. Сартр верује да Бог не постоји и да је човек препуштен самом себи, слободан да дела по сопственом нахођењу без икаквих општих вредности на које се може позивати.

| „               | Човек осуђен да буде слободан. | ” |
| — Жан Пол Сартр |                                |   |

Човек прво постоји у свету па тек накнадно самог себе одређује својим делима. Он се налази у одређеној ситуацији која од њега изискује одређено понашање. Човек постаје оно што чини и као такав никада довршен. Он егзистира у могућности и постоји само у тренуцима своје акције, када сам себе потврђује и гради. Једном бачен у свет човек је одговоран за све што чини. Слобода је аутономија избора „са почетком остварења“, што је разликује од жеље или сна. Сваки избор, макар био и чиста пасивност, представља „ангажман“. Човек се ангажује у животу и тако оцртава свој лик и дефинише линије свога постојања. Својим делањем је одговоран не само за себе самог, већ и за читаво човечанство, јер стварајући себе ствара и слику човека којег гради.

## Политика

### Историја
Модерни концепт политичке слободе има своје порекло у грчким концептима слободе и ропства. Бити слободан, за Грке, није значило немати господара, бити независан од господара (живети како се хоће). То је био изворни грчки концепт слободе. Уско је повезан са концептом демократије, како је то Аристотел рекао:
„Ово је, дакле, једна нота слободе за коју све демократе афирмишу да је принцип њихове државе. Друга је да човек треба да живи како хоће. То је, кажу, привилегија слободног човека, јер, с друге стране, не живети онако како се човеку свиђа је обележје роба. Ово је друга карактеристика демократије, одакле је произашла тврдња да нико њима не влада, ако је могуће, или, ако је то немогуће, да влада и буде владан наизменично и тако доприноси слободи заснованој на једнакости.“
Ово се односило само на слободне људе. У Атини, на пример, жене нису могле да гласају или да буду на функцији и биле су правно и друштвено зависне од мушког рођака.
Становништво Персијског царства уживало је одређени степен слободе. Грађани свих вероисповести и етничких група добили су иста права и имали су исту слободу вероисповести, жене су имале иста права као и мушкарци, а ропство је укинуто (550. п. н. е.). Све палате персијских краљева градили су плаћени радници у ери када су робови обично обављали такве послове.
У Мауријском царству древне Индије, грађани свих религија и етничких група имали су нека права на слободу, толеранцију и једнакост. Потреба за толеранцијом на егалитарној основи може се наћи у едиктима Ашоке Великог, који наглашавају важност толеранције у јавној политици владе. Сматра се да је Ашока осудио помор или хватање ратних заробљеника. Ропство такође није постојало у Мауријском царству. Међутим, према Херману Калку и Дитмару Ротермунду, „изгледа да постојао отпор Ашокиним наредбама од самог почетка.“
Римско право је такође обухватало одређене ограничене облике слободе, чак и под влашћу римских царева. Међутим, ове слободе су даване само римским грађанима. Многе слободе које је уживало римско право опстале су кроз средњи век, али их је уживало искључиво племство, ретко обичан човек. Идеја неотуђивих и универзалних слобода морала је да сачека до доба просветитељства.

### Друштвена слобода
Друштвена теорија најчешће разликује две врсте слободе: негативна тј. „слобода од“ и позитивна тј. „слобода за“. Прва је слобода у смислу аутономије, што значи бити слободан и независтан од сваког спољашњег утицаја и присиле. Друга слобода је у смислу партиципације тј. учествовања. Свођење проблема слободе на проблем појединачне индивидуалне слободе, садржи претпоставку да у самом појму друштва не може бити садржана слобода, па је појединац мора изборити против друштва, а не и помоћу њега.
Теорије друштвеног уговора и природног права, које су битно допринеле развитку духа слободе, су добиле свој правни израз у француској Декларацији о правима човека и грађанина и Декларацији независности САД од 4. јула 1776. године. У 19. веку су се многе нације бориле за националну слободу и независност. Од друге половине 20. века различити мањински покрети (сексуалне, етничке, верске, културне мањине, итд.) се боре за остварење својих специфичних слобода и права. Политичко учење које узима личну слободу за основ друштвеног уређења се назива либерализам.
У књизи О слободи, Џон Стјуарт Мил је настојао да дефинише „...природу и границе моћи коју друштво може легитимно применити над појединцем“, и као такав, он описује инхерентни и континуирани антагонизам између слободе и ауторитета и тако, преовлађујуће питање постаје „како направити одговарајуће прилагођавање између индивидуалне независности и друштвене контроле“.

## Порекло политичке слободе

### Енглеска и Велика Британија
Хронологија:
- 1066 – Као услов за крунисање, Вилијам Освајач је пристао на Лондонску повељу слобода која је гарантовала „саксонске“ слободе Лондонског града.
- 1100 – Донета је Повеља о слободама која утврђује одређене слободе племића, црквених службеника и појединаца.
- 1166 - Хенри II од Енглеске трансформисао је енглески закон доношењем Кларендонског асиза. Тај чин, претеча суђења поротом, започео је укидање суђења борбом и суђења искушењем.[24]
- 1187-1189 – Публикација Трактат о законима и обичајима краљевине Енглеске која садржи ауторитативне дефиниције слободе и ропства.
- 1215 – Усвојена је Магна Карта, која је постала камен темељац слободе прво Енглеске, затим Велике Британије, а касније и света.[25][26]
- 1628 – Енглески парламент усвојио је Петицију о праву којом су утврђене посебне слободе енглеских грађана.
- 1679 - Енглески парламент усвојио је Хабеас корпус закон који је забранио незаконито или произвољно затварање.
- 1689 – Повеља о правима дала је „слободу говора у парламенту“ и ојачала многа постојећа грађанска права у Енглеској. Усвојен је и шкотски закон који је еквивалентан Потраживању права.[27]
- 1772 – Пресуда Сомерсет против Стјуарта утврдила је да ропство није подржано уобичајеним правом у Енглеској и Велсу.
- 1859 – есеј филозофа Џона Стјуарта Мила, под насловом О слободи, заговарао је толеранцију и индивидуалност. „Ако је неко мишљење принуђено на ћутање, то мишљење може, за оно што сигурно знамо, бити истинито. Порицати ово значи претпоставити сопствену непогрешивост.“[28][29]
- 1948 – Британски представници су покушали, али су били спречени да додају правни оквир Универзалној декларацији о људским правима. (Тек 1976. године Међународни пакт о грађанским и политичким правима је ступио на снагу, дајући правни статус већем делу Декларације.)[30]
- 1958 – Два концепта слободе, Ајзаје Берлина, идентификовала су „негативну слободу“ као препреку, за разлику од „позитивне слободе“ која промовише самоовладавање и концепте слободе.[31]

### Сједињене Државе
Према Декларацији независности Сједињених Држава из 1776. године, сви људи имају природно право на „живот, слободу и потрагу за срећом“. Ова декларација о слободи била је оспоравана током 90 година континуиране институционализације легализованог црног ропства, пошто су робовласници тврдили да је њихова слобода најважнија јер укључује имовину, њихове робове и да црнци немају никаква права која је било који белац био дужан да призна. Врховни суд је у одлуци Дред Скота из 1857. потврдио овај принцип. Године 1866, након Америчког грађанског рата, Устав САД је измењен како би се проширила права на обојена лица, а 1920. гласачко право је проширено на жене.
До друге половине 20. века, слобода је додатно проширена како би се забранило мешање владе у личне изборе. У одлуци Врховног суда Сједињених Држава из 1965. Грисволд против Конектиката, судија Вилијам О. Даглас је тврдио да слободе које се односе на личне односе, као што је брак, имају јединствено првенство у хијерархији слобода. Џејкоб М. Апл је резимирао овај принцип:
Захвалан сам што имам права на пословичном јавном тргу – али, практично, моја најдража права су она која имам у својој спаваћој соби и болничкој соби и одаји смрти. Већини људи је много више стало да могу да контролишу своја тела, него да могу да подносе петицију Конгресу.
У савременој Америци, различите супротстављене идеологије имају различите ставове о томе како најбоље промовисати слободу. Либерали у изворном смислу те речи виде једнакост као неопходну компоненту слободе. Прогресивци истичу слободу од пословног монопола као суштинску. Либертаријанци се не слажу и виде економску и индивидуалну слободу као најбољу. Покрет чајне партије види „велику владу“ као непријатеља слободе. Други велики учесници модерног америчког либертаријанског покрета су Либертаријанска партија, Пројекат слободне државе, и Мизес институт.

### Француска
Француска је подржала Американце у њиховој побуни против енглеске владавине, и 1789. срушила сопствену монархију, уз поклич „Слобода, једнакост, братство“. Крвопролиће које је уследило, познато као владавина терора, натерало је многе људе на супротстављање идеји слободе. Едмунд Бурк, који се сматра једним од очева конзервативизма, написао је „Французи су се показали као најспособнији архитекти пропасти која је до сада постојала у свету.“

## Историјски списи о слободи
- John Locke (1689). Two Treatises of Government: In the Former, the False Principles, and Foundation of Sir Robert Filmer, and His Followers, Are Detected and Overthrown. the Latter Is an Essay Concerning the True Original, Extent, and End of Civil Government. London: Awnsham Churchill.
- Frédéric Bastiat (1850). The Law. Paris: Guillaumin & Co.
- John Stuart Mill (1859). On Liberty. London: John W Parker and Son.
- James Fitzjames Stephen (1874). Liberty, Equality, Fraternity. London: Smith, Elder, & Co.